# Naytia glabrata
Naytia glabrata is een slakkensoort uit de familie van de fuikhorens (Nassariidae). De wetenschappelijke naam van de soort werd in 1842 voor het eerst geldig gepubliceerd door Sowerby.